# Revolución (métro de Mexico)
Revolución est une station de la Ligne 2 du métro de Mexico, située au centre de Mexico, dans la délégation Cuauhtémoc.

## La station
La station est ouverte en 1970.
Son nom fait référence au proche Monument à la Révolution mexicaine, construit en 1938 par l'architecte Carlos Obregon Santacilia en tirant parti de la structure centrale du palais législatif inachevé d'Émile Bénard. Son symbole est la silhouette de ce monument.